# Giving You the Best That I Got
Albums de Anita Baker
Rapture
(1986) Compositions
(1990)
Giving You the Best That I Got est le troisième album de la chanteuse de rhythm and blues/soul américaine Anita Baker. Cet album fut et resta le seul album à être arrivé numéro 1 aux États-Unis et à être certifié trois fois Disque de platine par la RIAA.
Le titre Giving You the Best That I Got fut le premier single issu de l'album et obtint avec son plus grand succès pour un single aux États-Unis, atteignant la troisième place du Billboard Hot 100.
Cet album permit à Baker de remporter trois Grammy Awards.

## Liste des titres
1. Priceless (Glenn) 5:00
2. Lead Me Into Love (Lane, Prentiss) 4:45
3. Giving You the Best That I Got (Baker, Holland, Scarborough) 4:18
4. Good Love (Taylor) 5:39
5. Rules (Lamb, Nicholl, Ryder) 3:52
6. Good Enough (Baker, McBride) 4:50
7. Just Because (Brown, McKinney, OHara) 5:13
8. You Belong To Me (Britten, Livsey, Lyle) 3:43

## Production
- Produit par Michael J. Powell
- Mixé et arrangé par By Nick Viterelli, Elliot Peters, Bruce Nazarian, Milton Chan, Craig Burbridge, Mike Brown
- Masterisé par Bernie Grundman

## Crédits
- Anita Baker : chant, productrice délégué, arrangement vocal
- Gerald Albright, Reverend Dave Boruff : saxophone
- Reverend Dave Boruff, Robbie Buchanan, Sonny Burke, George Duke, Vernon D. Fails, Sir Gant, Bobby Lyle, Patrick Moten, Bruce Nazarian, Peter Schwartz, David Spradley, Gary Taylor, Neal Walker : claviers, piano, synthétiseur
- Nathan East : guitare basse
- Chuck Findley : trompette
- Donnie Lyle, Paul Jackson Jr., Kevin Moore, Michael J. Powell : guitares
- Omar Hakim, Joseph Vitarelli, Paulinho Da Costa : batterie, percussions

## Classements
| Année | Classement    | Position |
| ----- | ------------- | -------- |
| 1988  | Billboard 200 | 1        |
| 1989  | Billboard 200 | 1        |

## Certifications
| Pays              | Certification | Unité certifiées |
| ----------------- | ------------- | ---------------- |
| États-Unis (RIAA) | 3 × Platine   | 3 000 000        |
| Royaume-Uni (BPI) | Or            | 100 000          |